# バンス・ウォーリー
バンス・リチャード・ウォーリー（Vance Richard Worley, 1987年9月25日 - ）は、アメリカ合衆国カリフォルニア州サクラメント出身のプロ野球選手（投手）。右投右打。現在は、フリーエージェント（FA）。
愛称はバニマル。アメリカ人の父親とイギリス領香港生まれの中国人の母親の間に生まれたハーフである。

## 経歴

### プロ入りとフィリーズ時代

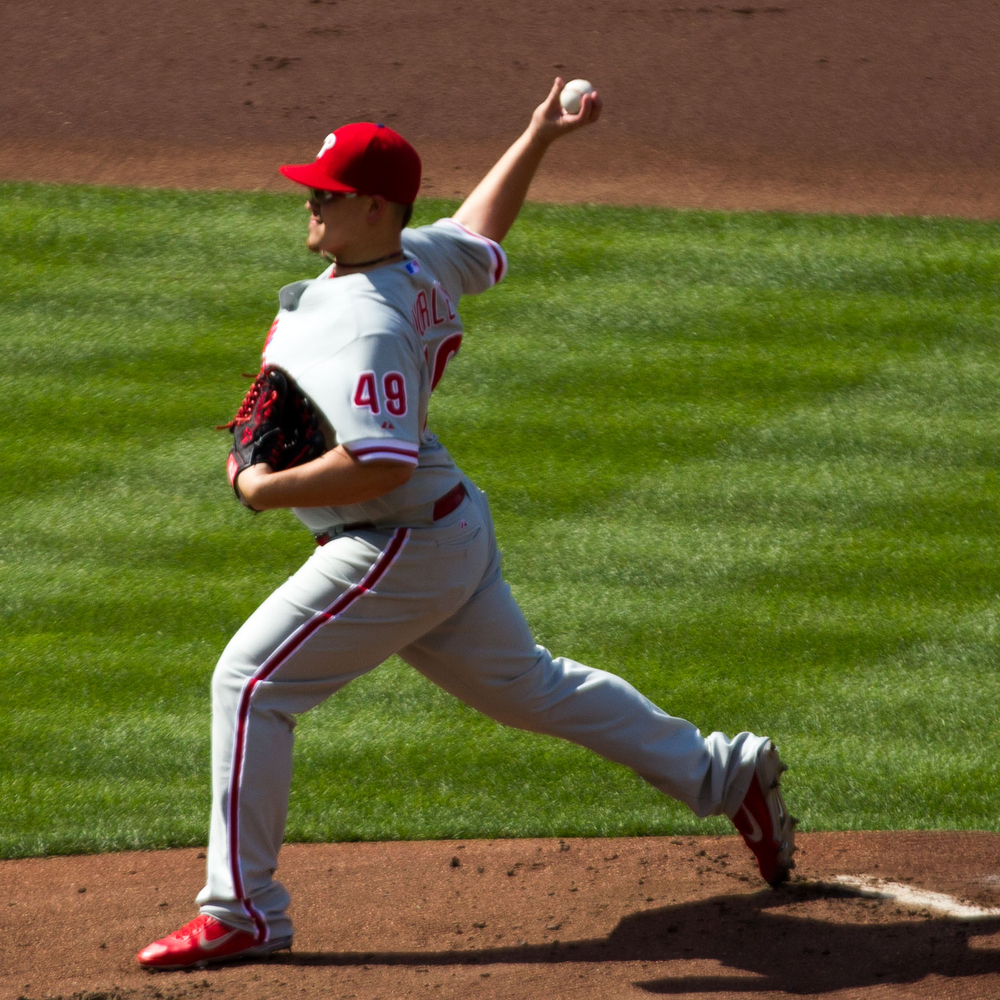
フィラデルフィア・フィリーズ時代
(2012年6月9日)

2008年のMLBドラフト3巡目（全体102位）でフィラデルフィア・フィリーズから指名され、プロ入り。
2010年7月24日のコロラド・ロッキーズ戦でメジャーデビューを果たした。
2011年は11勝を挙げブレーク。ナ・リーグの新人王投票ではクレイグ・キンブレル、フレディ・フリーマンに次ぐ3位に入った。
2012年は夏場に肘痛の影響で不調に陥り、8月29日に手術を受けてシーズンを終えることが決定された。9月7日に骨片除去手術を受けた。

### ツインズ時代
2012年12月6日にベン・リビアとの1対2のトレードで、トレバー・メイと共にミネソタ・ツインズへ移籍した。

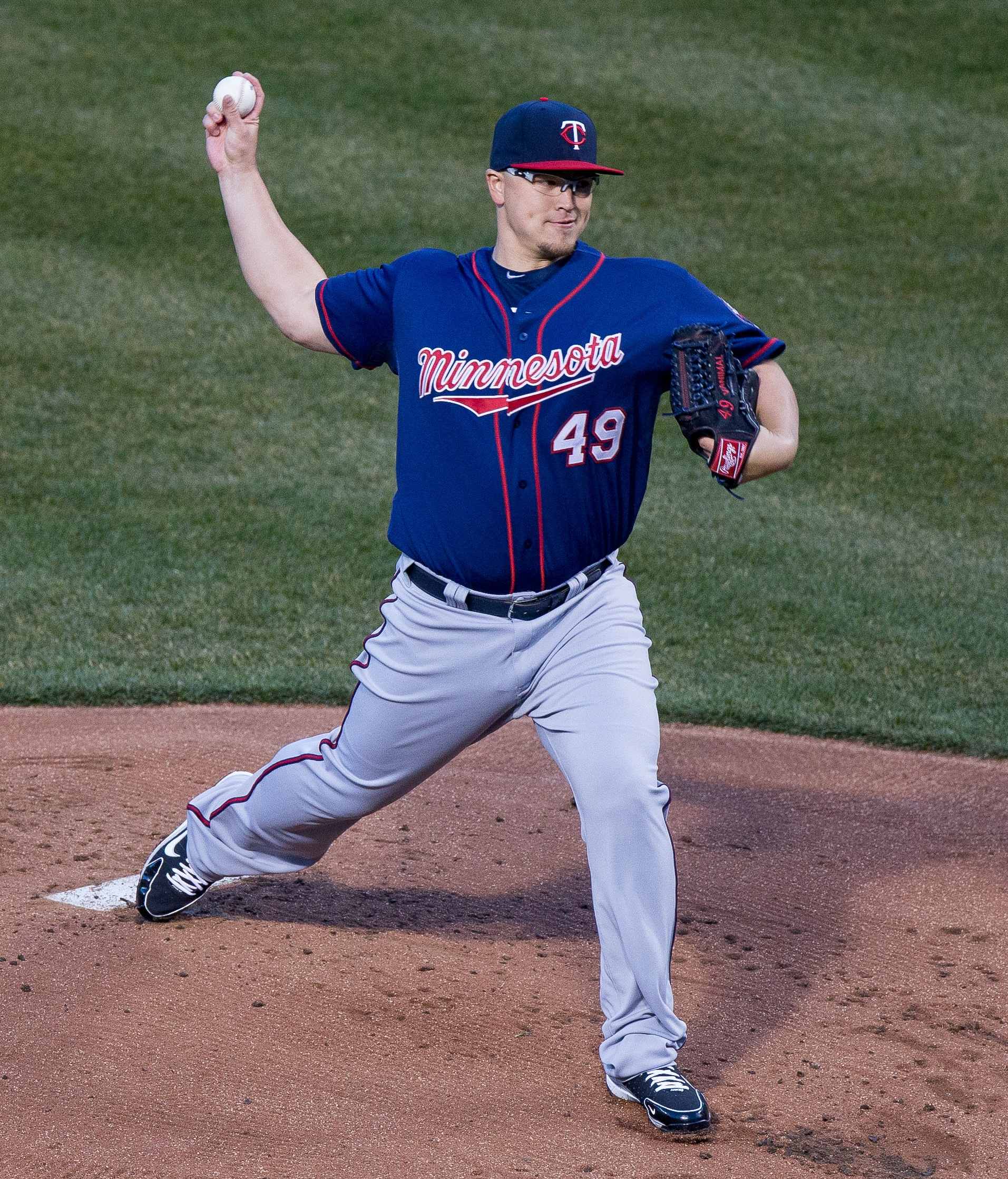
ミネソタ・ツインズ時代
(2013年4月6日)

2013年は開幕投手を務めた。
2014年2月28日にツインズと1年契約に合意したが3月21日に40人枠から外れ、AAA級ロチェスター・レッドウイングスへ降格した。

### パイレーツ時代
2014年3月25日に金銭トレードで、ピッツバーグ・パイレーツへ移籍した。移籍1年目となるシーズンは、6月中旬から先発ローテーションに定着。メジャー初完封を記録し、8勝（4敗）を挙げた。防御率2.85は、メジャーデビューした2010年に次ぐ自己2位の記録であり、2011年以来となる復活を果たした。
2015年はリリーフでの登板に比重が置かれ、全23試合中15試合にリリーフで投げた。4勝6敗、防御率4.02、49奪三振という成績だった。

### オリオールズ時代
2015年10月20日、ウェイバー公示を経てボルチモア・オリオールズへ移籍した。
2016年も主にリリーフの役割を担い、自己最多の35試合に登板（うち4先発）し、2勝2敗1セーブ、防御率3.53、56奪三振という成績を残した。またメジャーデビュー7年目にしてメジャー初セーブを記録した。オフの12月2日にFAとなった。

### マーリンズ時代
2017年1月31日にワシントン・ナショナルズとマイナー契約を結び、同年のスプリングトレーニングに招待選手として参加することになったが、メジャー昇格はならず、4月3日にFAとなった。4月4日にマイアミ・マーリンズとマイナー契約を結び、傘下のAAA級ニューオーリンズ・ベビーケークスへ配属された。5月20日にメジャー契約を結び、アクティブ・ロースター入りした。この年メジャーでは24試合（先発12試合）に登板して2勝6敗1セーブ・防御率6.91・50奪三振の成績を残した。レギュラーシーズン終了後の10月7日に40人枠から外れる形でAAA級ニューオーリンズへ配属され、同日中にFAとなった。

### マーリンズ退団後
2018年1月9日にシンシナティ・レッズとマイナー契約を結び、スプリングトレーニングに招待選手として参加することになった。開幕前に自由契約となり、4月19日にニューヨーク・メッツとマイナー契約を結ぶ。6月22日に自由契約となった。
2019年は所属球団なく、2020年3月26日に独立リーグ・アトランティックリーグのサマセット・ペイトリオッツと契約したが、新型コロナウイルスの感染拡大の影響でリーグの開催が中止となった。
2021年4月26日に独立リーグ・アメリカン・アソシエーションのケーンカウンティ・クーガーズと契約。6月23日にマイナー契約でニューヨーク・メッツに移籍した。AAA級シラキュース・メッツで4勝を挙げたがメジャー昇格の機会はなく、オフの11月7日にFAとなった。
2022年5月5日にアメリカン・アソシエーションのケーンカウンティ・クーガーズと再契約したが、9月13日に自由契約となった。また第5回WBCのイギリス代表に選出された。

## 投球スタイル
オーバースローで、軸足を投手板三塁側に置くのが特徴。
最速94.6mph（約152km/h）・平均89mph（約143km/h）の3種類の速球（ツーシーム・フォーシーム・カッター）を中心に、平均84mph（約135km/h）スライダー、その他に平均75mph（約121km/h）のナックルカーブ、平均83mph（約135km/h）のチェンジアップも使う。
メジャー通算の対左打者及び対右打者被wOBAがほぼ同じで、左打者を苦手としていない。

## 詳細情報

### 年度別投手成績
| 年 度    | 球 団    | 登 板 | 先 発 | 完 投 | 完 封 | 無 四 球 | 勝 利 | 敗 戦 | セ 丨 ブ | ホ 丨 ル ド | 勝 率 | 打 者 | 投 球 回 | 被 安 打 | 被 本 塁 打 | 与 四 球 | 敬 遠 | 与 死 球 | 奪 三 振 | 暴 投 | ボ 丨 ク | 失 点 | 自 責 点 | 防 御 率 | W H I P |
| -------- | -------- | ----- | ----- | ----- | ----- | -------- | ----- | ----- | -------- | ----------- | ----- | ----- | -------- | -------- | ----------- | -------- | ----- | -------- | -------- | ----- | -------- | ----- | -------- | -------- | ------- |
| 2010     | PHI      | 5     | 2     | 0     | 0     | 0        | 1     | 1     | 0        | 0           | .500  | 51    | 13.0     | 8        | 1           | 4        | 0     | 0        | 12       | 1     | 0        | 2     | 2        | 1.38     | 0.92    |
| 2011     | PHI      | 25    | 21    | 1     | 0     | 0        | 11    | 3     | 0        | 2           | .786  | 553   | 131.2    | 116      | 10          | 46       | 2     | 3        | 119      | 2     | 1        | 47    | 44       | 3.01     | 1.23    |
| 2012     | PHI      | 23    | 23    | 0     | 0     | 0        | 6     | 9     | 0        | 0           | .400  | 590   | 133.0    | 154      | 12          | 47       | 4     | 6        | 107      | 1     | 0        | 69    | 62       | 4.20     | 1.51    |
| 2013     | MIN      | 10    | 10    | 0     | 0     | 0        | 1     | 5     | 0        | 0           | .167  | 234   | 48.2     | 82       | 9           | 15       | 1     | 3        | 25       | 1     | 0        | 43    | 39       | 7.21     | 1.99    |
| 2014     | PIT      | 18    | 17    | 1     | 1     | 0        | 8     | 4     | 0        | 0           | .667  | 458   | 110.2    | 112      | 9           | 22       | 1     | 3        | 79       | 4     | 0        | 43    | 35       | 2.85     | 1.21    |
| 2015     | PIT      | 23    | 8     | 0     | 0     | 0        | 4     | 6     | 0        | 0           | .400  | 310   | 71.2     | 81       | 6           | 21       | 3     | 2        | 49       | 3     | 0        | 36    | 32       | 4.02     | 1.42    |
| 2016     | BAL      | 35    | 4     | 0     | 0     | 0        | 2     | 2     | 1        | 0           | .500  | 365   | 86.2     | 84       | 11          | 35       | 0     | 3        | 56       | 3     | 0        | 37    | 34       | 3.53     | 1.37    |
| 2017     | MIA      | 24    | 12    | 0     | 0     | 0        | 2     | 6     | 1        | 0           | .250  | 333   | 71.2     | 99       | 9           | 30       | 5     | 6        | 50       | 1     | 0        | 56    | 55       | 6.91     | 1.80    |
| MLB：8年 | MLB：8年 | 163   | 97    | 2     | 1     | 0        | 35    | 36    | 2        | 2           | .493  | 2894  | 567.0    | 736      | 67          | 220      | 16    | 26       | 497      | 16    | 1        | 333   | 303      | 4.09     | 1.43    |

- 2017年度シーズン終了時

### 背番号
- 49（2010年 - 2013年）
- 46（2014年 - 2015年）
- 48（2016年）
- 45（2017年）